# Monte Siple
O monte Siple é um vulcão em escudo potencialmente ativo na ilha Siple, na Antártida. O seu cume tem 3110 m de altitude e é o ponto mais elevado da ilha. O seu nome (bem como o da ilha) é uma homenagem ao norte-americano Paul Siple (1908–68), explorador e geógrafo da Antártida, participante se seis expedições antárticas, incluindo as duas expedições Byrd em 1928-30 e 1933-35.
A última erupção do Siple terá ocorrido provavelmente no Holoceno.